# Ripna (Ukraina)
Ripna (ukr. Ріпна) – wieś na Ukrainie, w  obwodzie chmielnickim, w rejonie chmielnickim, w hromadzie Wołoczyska. W 2001 liczyła 491 mieszkańców, spośród których 487 wskazało jako ojczysty język ukraiński, a 4 rosyjski.